# 紅燈山

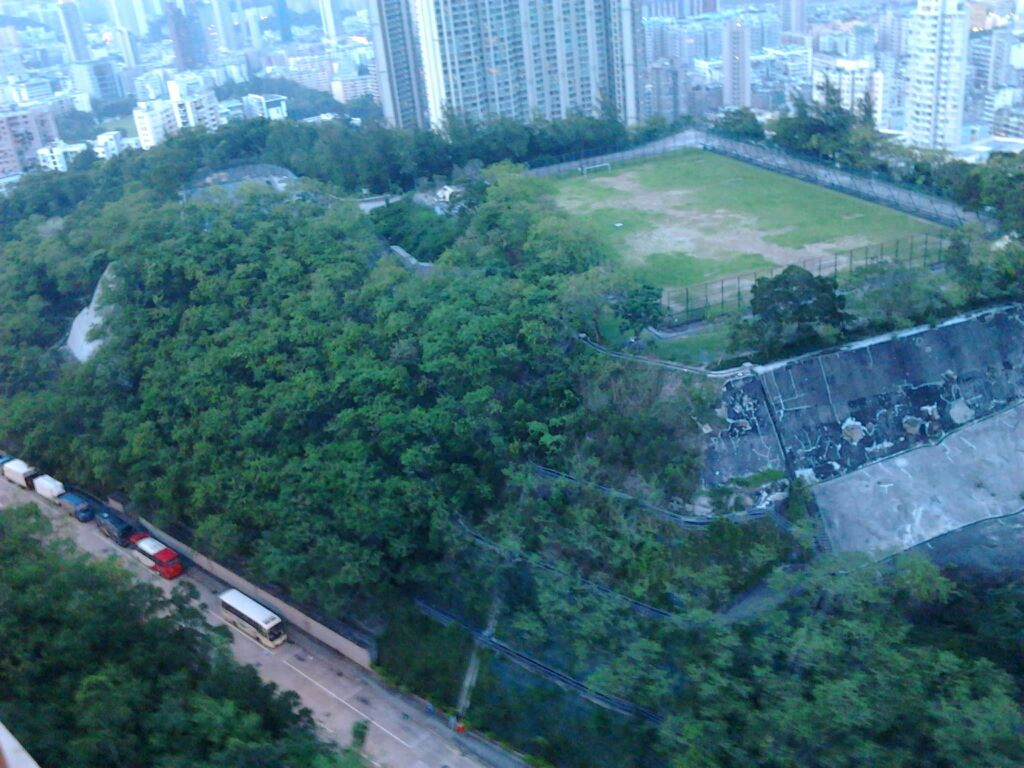
紅燈山日景

紅燈山（英語：Red Light Hill），即靠背壟山，是香港九龍城區採石山以北的一個小山峰，高約106.8米（今何文田上配水庫遊樂場），位於採石山和靠背壟之間（今馬頭圍配水庫遊樂場一帶），是為法定九龍範圍（即界限街以南）的最高點。紅燈山四通八達，可往樂民新村、靠背壟道、常樂街和半山壹號（前天光道警察宿舍）等地。在舊啟德機場年代，紅燈山上設燈塔，晚上閃紅色光，因而得名。

## 軼事
2009年3月17日，尼泊爾裔露宿者林寶，涉嫌襲擊一名30歲軍裝警員，警員出於自衛連開兩槍擊中林寶，送院後證實不治。死因裁判官陳碧橋裁定林寶乃死於合法被殺。

## 外部參考
- 星島日報: 肉搏三分鐘 警轟斃尼漢
- 成報: 紅燈山[永久]
- 位置圖